# Боаберг
Боаберг (фр. Boisbergues) насеље је и општина у североисточној Француској у региону Пикардија, у департману Сома која припада префектури Амјен.
По подацима из 2011. године у општини је живело 83 становника, а густина насељености је износила 19,26 становника/km². Општина се простире на површини од 4,31 km². Налази се на средњој надморској висини од 150 метара (максималној 152 m, а минималној 59 m).

## Демографија
| 1962. | 1968. | 1975. | 1982. | 1990. | 1999. | 2011. |
| ----- | ----- | ----- | ----- | ----- | ----- | ----- |
| 63    | 96    | 83    | 79    | 71    | 76    | 83    |

График промене броја становника у току последњих година